# Fläckbröstad sabeltimalia
Fläckbröstad sabeltimalia (Erythrogenys mcclellandi) är en asiatisk fågel i familjen timalior inom ordningen tättingar.

## Utseende
Fläckbröstad sabeltimalia är en rätt liten (22–23 cm) sabeltimalia. Ovansidan inklusive hjässan är olivbrun, liksom ansiktet och flankerna, medan den är vit på strupe och buk med mörka fläckar eller streck på övre delen av bröstet. Ögonen är gula, näbben grå och benen ljusbruna. Könen är lika.

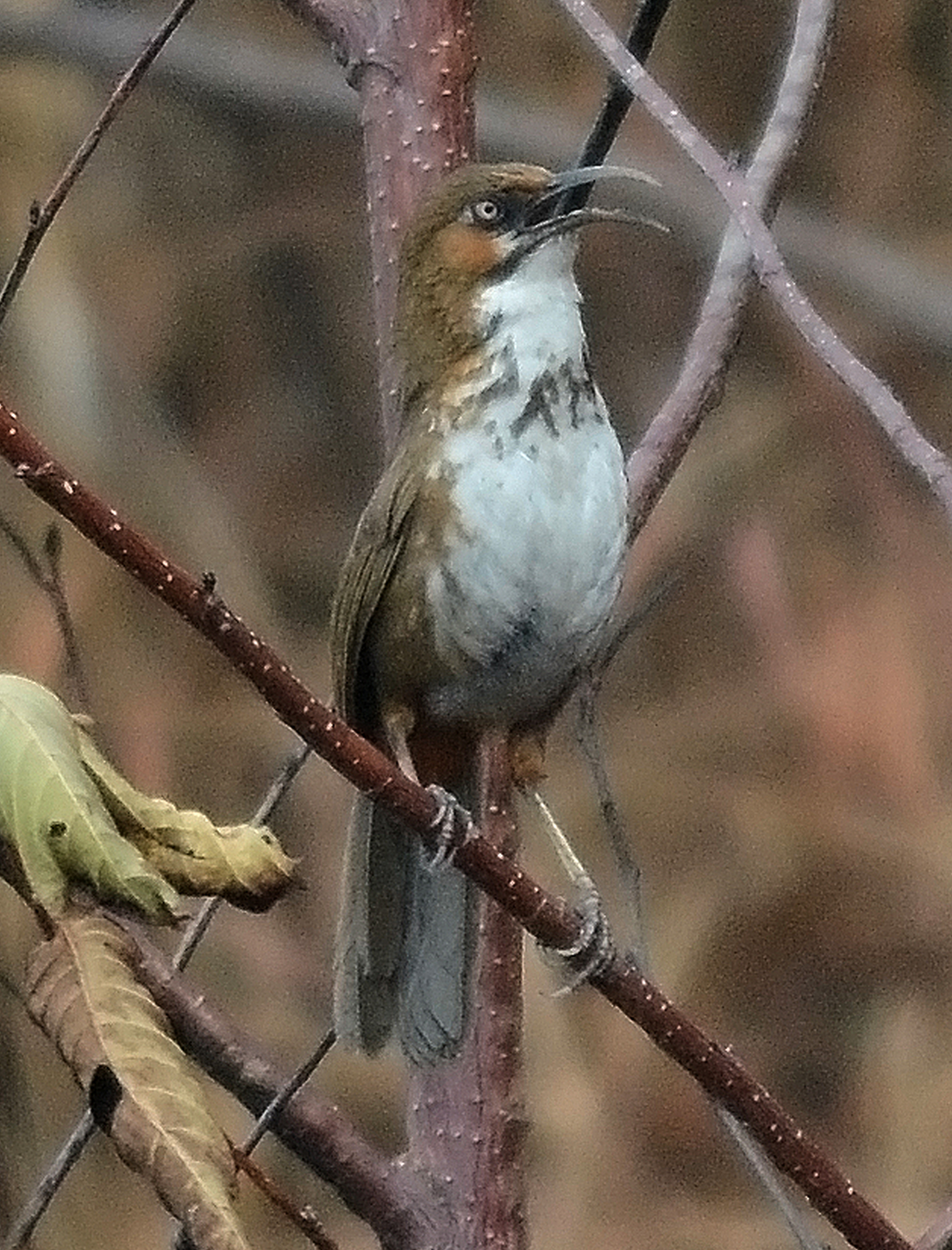

## Utbredning och systematik
Fågeln förekommer från indiska Assam söder om Brahmaputra till västra Myanmar (Chin Hills). Den behandlas som monotypisk, det vill säga att den inte delas in i några underarter. Tidigare betraktades den liksom gråsidig och svartstrimmig sabeltimalia som underart till fläckig sabeltimalia. Numera urskiljs de dock vanligen som egna arter.

### Släktestillhörighet
Fågeln placerades tidigare i släktet Pomatorhinus, men DNA-studier visar att flera arter är närmare släkt med Stachyris, däribland större sabeltimalia. Den och dess släktingar har därför lyfts ut till ett eget släkte.

## Levnadssätt
Fläckbröstad sabeltimalia hittas i öppen skog, skogsbryn och buskskog från 200 till 3800 meters höjd. Där rör den sig enstaka eller i par nära marken på jakt efter insekter och vegetabilier. Den är mycket svår att få syn på och avslöjar sin närvaro med sina läten. Arten är stannfågel.

### Häckning
Fågeln häckar från mars till juni. Den bygger ett kupolformat bo med sidoingång, placerat på marken eller i en låg buske, vari den lägger tre till sex ägg.

## Status och hot
Arten har ett stort utbredningsområde och en stor population, men tros minska i antal, dock inte tillräckligt kraftigt för att den ska betraktas som hotad. Internationella naturvårdsunionen IUCN kategoriserar därför arten som livskraftig (LC).

## Namn
Fågelns vetenskapliga artnamn hedrar den brittiske zoologen och geologen John MacClelland (1805-1875). Notera att fläckig sabeltimalia (M. erythrocnemis) tidigare kallades fläckbröstad sabeltimalia.